# Glodeanu Sărat
Glodeanu Sărat é uma comuna romena localizada no distrito de Buzău, na região de Valáquia. A comuna possui uma área de 59.02 km² e sua população era de 4412 habitantes segundo o censo de 2007.